# WDR 5
WDR 5 ist ein werbefreies Hörfunkprogramm des Westdeutschen Rundfunks Köln.

## Geschichte

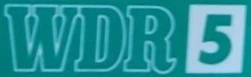
Logo von 1991 bis 1995

Logo bis 15. Oktober 2013

WDR 5 ging am 7. Oktober 1991 auf Sendung. Als Nordrhein-Westfalen-Welle bezeichnet nutzte sie die ehemaligen Frequenzen von WDR 1. Zunächst wurde von 6:00 bis 13:00 Uhr das alte Programm von WDR 1 weitergeführt. Der Sendetag begann mit Lokalfenstern, die im Gegensatz als eigene Regionalmagazine ausgestrahlt wurden. Danach folgten der Schulfunk, Echo West und die Musikszene West. Der Nachmittag brachte größtenteils Wiederholungen von Wortsendungen aus den Programmen WDR 2 und WDR 3. Das Abendprogramm enthielt Zwischen Bosporus und Gibraltar und die ARD-Ausländerprogramme. Um 22:20 Uhr gab es eine Wiederholung der WDR 2-Sendung ZeitZeichen, anschließend wechselnde Musiksendungen. Als Nachtprogramm wurde der ARD-Nachtexpress übernommen.
Von 1995 an hieß das Programm WDR Radio 5. Nach dem Vorbild von BBC Radio 4 entstand ein eigenständiges Wortprogramm mit dem Schwerpunkt auf Information und Kultur. Diese Umstrukturierung war am 1. September 1997 abgeschlossen. (Deshalb feierte WDR 5 offiziell erst im Jahre 2007 sein zehnjähriges Sendejubiläum.)
Am 30. August 1998 startete das Unterprogramm WDR 5 Funkhaus Europa auf der Frequenz des  Senders Langenberg, 103,3 MHz. Von 0–6 Uhr lief dort die zusammen mit Radio Multikulti produzierte Nachtsendung. Ab dem 5. September 2006 wurden Sendungen des Tagesprogramms unter dem Titel Nachtaktiv wiederholt. Am 6. November 2012 begann die Ausstrahlung via DAB+. 2016 sparte der WDR in den Programmen WDR 3 und WDR 5 rund 1,5 Millionen Euro ein. Dies führte zur Kürzung wortlastiger Sendungen und dem Wegfall von Planstellen.
Von März bis Mai 2020 übernahm WDR 5 die ARD-Infonacht von MDR Aktuell, seit dem 1. Januar 2021 die ARD-Infonacht von NDR Info. Damit entfielen die Sendungen Berichte von heute, Funkhausgespräche und Polit-WG.

## Programm

### Allgemeines
Der Sender zeichnet sich durch einen hohen Wortanteil mit kulturellen, wissenschaftlichen und aktuellen Schwerpunkten in anspruchsvoller Umsetzung aus. Das kleine musikalische Angebot besteht zum größten Teil aus Folk, Soul, Chanson, Latin und anspruchsvoller U-Musik.
Daneben werden Hörspiele, Features, Servicesendungen und ein Programm für Kinder angeboten. Auch Unterhaltungs- und Comedy-Sendungen wie Streng öffentlich am Sonntagabend und Unterhaltung am Wochenende am Samstagnachmittag sind bei WDR 5 zu finden.

### Tagesaktuelle Sendungen
Aktuelle tagespolitische Themen werden Montag bis Samstagvormittag in den Echo-Sendungen mit Hintergrundberichten beleuchtet. So beginnt der Sendetag mit dem Morgenecho (Mo–Fr 6.04–9.45 Uhr und Sa 7.04–9.45 Uhr). Im weiteren Verlauf gibt es das Mittagsecho (Mo–Fr 13.00–13.30 Uhr) und das Echo des Tages (Mo–Fr 18.30–19.00 Uhr). Um 6.55/7.55/8.40 Uhr steht je nach Wochentag eine Verkündigungssendung auf dem Programm; am Sonntag außerdem um 10.00 Uhr ein vom NDR übernommener Gottesdienst.
Stündliche Nachrichten, tagsüber unter der Marke WDR Aktuell (seit Juni 2016 der Name der Zentralnachrichten des WDR), ergänzen das tagesaktuelle Programm rund um die Uhr; Mo–Sa zwischen 6.00 und 9.00 Uhr laufen sie halbstündlich. Täglich um 12 Uhr, montags bis freitags um 13 Uhr, samstags um 16 Uhr, samstags und sonntags um 18 Uhr sowie sonntags um 10 Uhr werden keine WDR-Aktuell-Nachrichten, sondern von 12–12.10 Uhr Montag–Freitag die Sendung WDR Aktuell – Der Tag um zwölf gesendet. In den Nachtstunden wird die ARD-Infonacht vom Norddeutschen Rundfunk übernommen, dabei werden zur halben Stunde die Nachrichten des NDR übernommen, die deutschlandweit über die Programme der ARD-Infonacht gesendet werde. Zur vollen Stunde wird auch in der ARD-Infonacht eine Ausgabe von WDR aktuell ausgestrahlt. Am Samstag sind aktuelle Informationen aus NRW in der 10-minütigen Nachrichtensendung WDR Aktuell - Der Tag um zwölf um 12 Uhr und WDR Aktuell - Der Tag um sechs um 18 Uhr und Sonntags ebenfalls WDR Aktuell - Der Tag um sechs um 18 Uhr zu hören. An Feiertagen werden keine 10-minütigen Nachrichtensendungen ausgestrahlt. Von Samstag 9.45 Uhr bis Montag um 6 Uhr findet auf WDR 5 seit der Programmreform von 2020/21 mit Ausnahme der Sendung WDR Aktuell - Der Tag um... und der ARD-Infonacht keine weitere Tagesberichterstattung am Wochenende mehr statt.

### Magazinsendungen im Tagesprogramm
Im Anschluss zum Morgenecho erinnert das über mehrere WDR-Wellen verstreute ZeitZeichen eine Viertelstunde lang an einen historischen Jahrestag (täglich 9:45–10 Uhr). Die zweistündige Sendung Neugier genügt (Mo–Fr 10–12 Uhr) deckt gesellschaftliche Themen ab. In der Sendung Tagesgespräch (Mo–Fr 12:10–13 Uhr) können sich die Zuhörer per Telefon mit einem Experten im Studio über ein aktuelles Thema unterhalten.
Das Nachmittagsprogramm beginnt mit der Sendung Das Wirtschaftsmagazin (bis 2023 Profit – Das Wirtschaftsmagazin, Mo–Fr 13:34–14:00) in dem aktuelle Wirtschafts- und Verbraucherthemen behandelt werden, danach folgt Scala (Mo–Fr 14.04–15 Uhr), wo die leicht verpackte Kultur präsentiert wird. Anschließend wird in Quarks die Populärwissenschaft vermittelt (Mo–Fr 15.04–17 Uhr). An jedem ersten und dritten Freitag im Monat werden von 16:50 bis 17:00 Uhr die Gedanken zum Schabbat gesendet. Im Westblick (Mo–Do 17:04–18:00 Uhr, Fr 17:04–17:30) geht es um landespolitische Themen in Nordrhein-Westfalen. Am Freitag wird von 17:34–18:00 die Sendung RheinBlick – Der Landespolitik-Podcast ausgestrahlt. Die Sendung Politikum mit politischen Kommentaren schließt sich von 18:04–18:30 an.
Die Kindersendung MausLive (vormals KiRaKa) (Mo–So 19–20 Uhr), deren Bestandteil Ohrenbär – Radiogeschichten für kleine Leute war, lief auch parallel im eigenständigen WDR-Kindersender Kiraka. Das Abendprogramm beginnt um 20 Uhr mit einem Feature oder einer Gesprächssendung (Talk-Sendung), bevor um 21 Uhr das Nachtprogramm startet. Es besteht weitgehend aus Wiederholungen des Tagesprogramms (bis 6 Uhr morgens, Sa ab 24 Uhr, So ab 22 Uhr); Ausnahmen davon bilden lediglich das Europamagazin (dienstags 20–21 Uhr), die Musiksendung Musikbonus (Sa 23–23:30 Uhr) und die Berichte von heute (Mo–Fr 23:30–0 Uhr).
Mittwochs von 20–21 Uhr läuft Tischgespräch, eine Talk-Sendung, in der Zeitgenossen interviewt werden. Das Europamagazin am Dienstagabend ist die Nachfolgesendung von Alte und neue Heimat. Die Sendung lief ursprünglich am Sonntagvormittag und wurde noch dort in Osteuropa-Magazin umbenannt. Seit dem Sendeplatzwechsel und der erneuten Umbenennung werden gesamteuropäische Themen aufgegriffen.

### Wochenendprogramm
Zum Wochenendprogramm gehörten die Diskussionssendungen Oase und Funkhaus Wallrafplatz, die letztgenannte ist nach dem Gebäude in der Kölner Innenstadt benannt. Beide Sendungen am Samstagvormittag wurden im Zuge mehrerer Programmreformen eingestellt bzw. fortentwickelt. So beginnt der Samstagvormittag um 10 Uhr mit dem Medienmagazin Töne, Texte, Bilder (10.04–11 Uhr) und greift Entwicklungen der klassischen und neuen Medien auf. Gefolgt von Satire Deluxe (11–12 Uhr) wird die Woche satirisch zugespitzt betrachtet. Im Anschluss folgt das Europamagazin (12.10–13 Uhr) mit dem neuesten aus Europa und einem 15-minütigem Interview unter dem Titel Denk ich an Europa. Am Samstagnachmittag (14–15 Uhr) bietet Alles in Butter einen Blick in die Kochtöpfe. Der Krimi am Samstag umfasst leichte Unterhaltung und lief jahrelang am Samstagvormittag. Sendeplatz ist nunmehr am gleichen Tag 17–18 Uhr. Die Hörspielserie findet am Sonntagnachmittag statt; dem Kabarett und der Kleinkunst widmen sich Unterhaltung am Wochenende (samstags 15–17 Uhr) und Lese- sowie Liederlounge (sonntags 20–22 Uhr). Um Literatur, Kurzgeschichten und Gedichte geht es in Ohrclip am Samstagabend (21–23 Uhr), vorher läuft Bücher (20–21 Uhr), das am Sonntag um 15 Uhr wiederholt wird. Sonntags von 9:20 bis 10:00 Uhr lief die Sendung Alte und neue Heimat mit Blick auf das mittlere und östliche Europa. Aktuell werden am frühen Morgen Hörspiele für Kinder gesendet. In der Stunde zuvor kommt als Wiederholung vom Mittwoch das Tischgespräch, welches mit den „Sonntagsfragen“ auf WDR 2 vergleichbar ist. Der weitere Sonntagvormittag wird von Verkündigungssendungen geprägt. Hier laufen Das geistliche Wort (8.35–9 Uhr), das Religionsmagazin Diesseits von Eden (9–9:45 Uhr) sowie in Zusammenarbeit mit dem NDR eine Gottesdienstübertragung (10–11 Uhr). Mittags sind parallel zum ARD-Fernsehen der Presseclub und der Internationale Frühschoppen von Phoenix auf Sendung.